# Georg Moesta
Georg Moesta (* 12. Juni 1963 in Boppard) ist ein deutscher Rechtsanwalt und Mitglied des Verfassungsgerichtshofs Rheinland-Pfalz.

## Werdegang
Nach seinem Abitur am Kurfürst-Salentin-Gymnasium in Andernach im Jahre 1982 studierte Georg Moesta Rechtswissenschaften an der Johannes Gutenberg-Universität Mainz. Das erste und das zweite juristische Staatsexamen legte er 1988 (Referendar-Examen mit Prädikat) und 1991 (Assessor-Examen mit Prädikat) jeweils vor dem Landesprüfungsamt für Juristen Rheinland-Pfalz ab.
Seit Mai 1991 ist er als Rechtsanwalt in Koblenz zugelassen und war von 1993 bis 2011 geschäftsführender Gesellschafter der Rechtsanwaltssozietät Dr. Dornbach, Moesta & Partner. Seit 2012 ist er geschäftsführender Partner der Kanzlei Martini · Mogg · Vogt – Rechtsanwälte Wirtschaftsprüfer Steuerberater – mit Standorten in Koblenz, Bonn und Mainz, dort in der Funktion als Managing Partner. Moesta berät im Gesellschaftsrecht, bei Vermögensnachfolgen und M&A-Mandaten. Er ist Fachanwalt für Erbrecht und Zertifizierter Testamentsvollstrecker (AGT).
Moesta ist u. a. stellvertretender Vorsitzender des Beirats der Gerolsteiner Brunnen GmbH & Co. KG. Er ist daneben u. a. Mitglied in den Verwaltungsräten der Sparkasse Koblenz und der Kreissparkasse Mayen.
Der Landtag Rheinland-Pfalz wählte ihn am 31. Januar 2019 mit Wirkung vom  7. Februar 2019 für sechs Jahre zum Mitglied des Verfassungsgerichtshofs Rheinland-Pfalz. (17. Wahlperiode des Landtages Rheinland-Pfalz, 74. Sitzung, Drucksache 17/8224 vom 30. Januar 2019 und Plenarprotokoll vom 31. Januar 2019, 4662, 4687)

## Politische Funktionen
Georg Moesta engagierte sich bereits früh kommunalpolitisch: Von 1984 bis 2017 war Moesta Mitglied des Ortsgemeinderates seiner Heimatgemeinde Plaidt. Seit 1989 ist er u. a. Mitglied des Kreistages Mayen-Koblenz. Bereits seit 1994 ist Georg Moesta Vorsitzender der CDU-Kreistagsfraktion im Landkreis Mayen-Koblenz. In der CDU fungierte u. a. von 1989 bis 2017 als Vorsitzender der CDU Pellenz. Von 2008 bis 2012 gehörte er dem Landesvorstand der CDU Rheinland-Pfalz an.

## Privates
Georg Moesta lebt in Plaidt und ist mit der Landtagsabgeordneten Anette Moesta verheiratet. Beide haben eine Tochter (geb. 2003) und einen Sohn (geb. 2010).

## Auszeichnungen
Moesta ist Inhaber der Johann Christian Eberle-Medaille für Verdienste um das Sparkassenwesen (2004).  2010 wurde ihm die Freiherr vom Stein-Plakette (höchste Auszeichnung für kommunalpolitisches Engagement in Rheinland-Pfalz) verliehen.